# Florencia Sabatini
María Florencia Sabatini ( Buenos Aires, Argentina, 10 de mayo de 1974), generalmente conocida como Florencia Sabatini es una relacionista pública argentina que en 2017 ganó el Premio Konex de Platino a la Comunicación.

## Trayectoria
Se licenció en la carrera de Relaciones públicas en la Universidad Argentina de la Empresa, cursó la carrera de Traductorado público en la Universidad de Buenos Aires referida al inglés y en 1996 obtuvo una beca con la que estudió Comunicación de empresas en la Helsinki School of Business (HELBUS), en Mikkeli, Finlandia.
Durante más de una década fue profesora en materias vinculadas a las relaciones públicas en la Universidad Argentina de Empresa y en la Universidad Nacional de La Matanza y también dictó clases en la maestría en Marketing y comunicaciones en la institución educativa ORT de Uruguay.
Trabajó en el área de la consultoría en comunicaciones y relaciones públicas en diversas empresas de Argentina, Estados Unidos, México -donde residió un año- y Trinidad y Tobago, donde residió algunos meses en 2005 desarrollando la comunicación de un proyecto especial para la empresa de telecomunicaciones TSTT. Trabajó tres años por la empresa Edelman, en la filial de Argentina primero y después en México, donde vivió un año, así como su cargo de gerente regional de relaciones públicas para la red social Sónico (de la empresa FNBox). Entre 2006 y 2008 tuvo su propia agencia de comunicaciones “Global Linx” en Argentina.
En la empresa Google trabajó como gerente de comunicaciones de Google enterprise para Latinoamérica (Cloud) entre 2010 y 2013 y gerente de comunicaciones para Argentina y el cono sur hasta marzo de 2021 en que pasó a ser la nueva responsable de comunicaciones para Google Hispanoamérica, esto es un área que abarca 18 países.

## Premios y reconocimientos
Recibió los siguientes premios y distinciones:
- En 2017 recibió el premio Konex de Platino en la categoría Comunicación Institucional.[2]
- En 2019 obtuvo el Premio CCO Medios (Premios al Marketing y Comunicación del diario El Cronista) en la categoría Relación con los Medios.[9]
- En 2019, fue reconocida como “Women to Watch” Argentina.[10][11]
- En 2018 y en 2014 fue distinguida por el Consejo Profesional de Relaciones Públicas con el premio a la “Excelencia Profesional en Relaciones Públicas”.[2]